# Vidor Pál (színművész)
Vidor Pál, Bodonyi-Kajtár Pál (Kalonda, 1846. november 17. – Budapest, Józsefváros, 1906. november 30.) színész, színigazgató, énekes (bariton), színműíró, rendező.

## Életrajza
Bodonyi Péter és Kovács Borbála fiaként született. Édesapja, aki püspöki gazdatiszt volt, fiát a rozsnyói katolikus gimnáziumba adta kispapnak, de a fiú a 7. osztály után otthagyta az iskolát és 1864-ben Vidor néven vándorszínész lett először Demény Károlynál Rozsnyón, majd 1866-ban Nagyváradra szerződött Reszler Istvánhoz 25 forint havi gázsiért. Itt a megbetegedett Philippovits bariton szerepébe beugrott: Linda operában a nevelőt énekelte, olyan jól, hogy előhaladása biztosítva volt. Azután Lángh Boldizsárhoz szerződött.
1867 – 1873-ban Debrecenben működött, egyszersmind ügyelő és könyvtáros volt; majd Budára ment, nyárra Fehérváry Antalhoz, a téli évadra pedig Kassára, Temesváry Lajoshoz. 1874. május 1-től a kolozsvári Nemzeti Színháznál játszott, itt először Verdi Nabuccojában, mint Baal papja tűnt fel. Négy év alatt gyönyörűen kifejlődött érces, zengő baritonja és énektudása; a magyar nótákat pedig olyan tősgyökeresen adta elő, hogy az egy ízben ott szereplő Blaha Lujza felvitte őt a maga partnerének Budapestre. A Népszínházban 1878. május 1-én lépett fel mint Csorba Laci A sárga csikóban; itt általános megbecsülésben részesült és sokszor ünnepelték; mint a népszínművek hőse, mint a „Cornevillei harangok romantikus Henri marquis-ja, mint önérzettől duzzadó fiatal és drámai öreg Rip van Winkle, misztikus, megdöbbentő dr. Miracle a Hoffmann meséiben – egyaránt szuggesztív énekelt és játszott; méltó társa volt Blahánénak, egyik oszlopa a gazdag műsornak. E mellett, intelligenciájánál fogva, 1897-től 1904-ig (Porzsolt Kálmán igazgató mellett) a Népszínháznak főrendezője is volt; sokat fáradozott a színház külön segély- és nyugdíjalapjának megteremtése körül. Az Országos Színészegyesület tanácsának is egyik legértékesebb tagja volt.
1894. március 15.-én a Népszínház igazgatója lett: nagy tervekkel és reményekkel, de természetesen idegen tőkével; lázas buzgalommal dolgozott, drága primadonnával próbálkozott – de nem szolgált neki a szerencse. Mikor hajója süllyedni kezdett: ő lelkesen kitartott, mindent megpróbált – , de mikor látta, hogy a talajt ki akarják húzni lába alól és ő fillér nélkül marad: elkeseredve pisztolyhoz nyúlt. Halálát koponyatörés, agyroncsolás okozta. A sajtó, a művészvilág, az egész közönség a legmélyebb részvéttel kísérte sírjába az igaz művészt és igaz jellemet. A pályatársai által kiadott gyászjelentés a következőket írja róla: „A lármás színházi világból kiköltözik Vidor Pál a temető halálos csöndjébe, ahová úgy vágyódott az ő zaklatott lelke. A magyar színművészei; egyik legnagyobb ihletett apostolát, a magyar népszínmű egyik legelső hősét siratja benne és szomorú elhalálozása megrendíti a nagyközönséget is, amely szeretetébe fogadta a hatalmas művészt és népszerű írót; mi pedig, kik együttműködvén vele, éreztük szivének jóságát, még akkor is, mikor már nem tudta elűzni szivéből a sötét gondokat, mikor már elfáradván a hétköznap küzdelmeiben, elveszítette az élethez való kedvet – soha meg nem szűnő hálával és szeretettel őrizzük emlékét." – Temetését az Országos Színészegyesület Nyugdíjintézete rendezte; koporsójánál Kacziány Géza, Szirmai Imre, Fodor Oszkár mondtak búcsúztatót. A Kerepesi úti temetőbeli díszsírhelyén emlékkövét 1911. március 21-én leplezték le, Janovics Jenő, Szirmai Imre és Mátray Betegh Béla szónokoltak.
1881. július 30-án Budapesten, a józsefvárosi plébániatemplomban feleségül vette a Népszínház színésznőjét, a nála 14 évvel fiatalabb Kacsó Karolát, Kacsó Károly és Rácz Julianna fogadott leányát (édesanyja Mohai Katalin), aki született 1859-ben, Kolozsvárott. Ugyanitt 1875-ben lépett színpadra. Győrből, Mannsberger-Mosonyitól 1878-ban ment a Népszínházhoz. Leányuk: Ilonka.

## Munkássága
Nagy érdemeket szerzett a Népszínház Nyugdíjintézete megszervezése körül. Mint színész népszínművekben Blaha Lujza partnereként tűnt ki. Nagy sikerei voltak komikus népi figurák alakításával, de szép énekhangjával operettekben is sikerrel lépett fel. 
Több népszínművet és egy operettet szerzett, melyek a Népszínházban kerültek színre.

## Főbb szerepei
- Miracle (Offenbach: Hoffmann meséi)
- Rip van Winkle (Planquette)
- Jonathán (Carl Millöcker: Szegény Jonathán)
- Gyurka (Géczy: Gyimesi vadvirág)
- Baál papja (Verdi: Nabucco)
- Lindorf (Offenbach: Hoffmann meséi)
- Csorba Laci (Csepreghy F.: A sárga csikó)
- Göndör Sándor (Tóth E.: A falu rossza)

## Főbb munkái

### Színművek

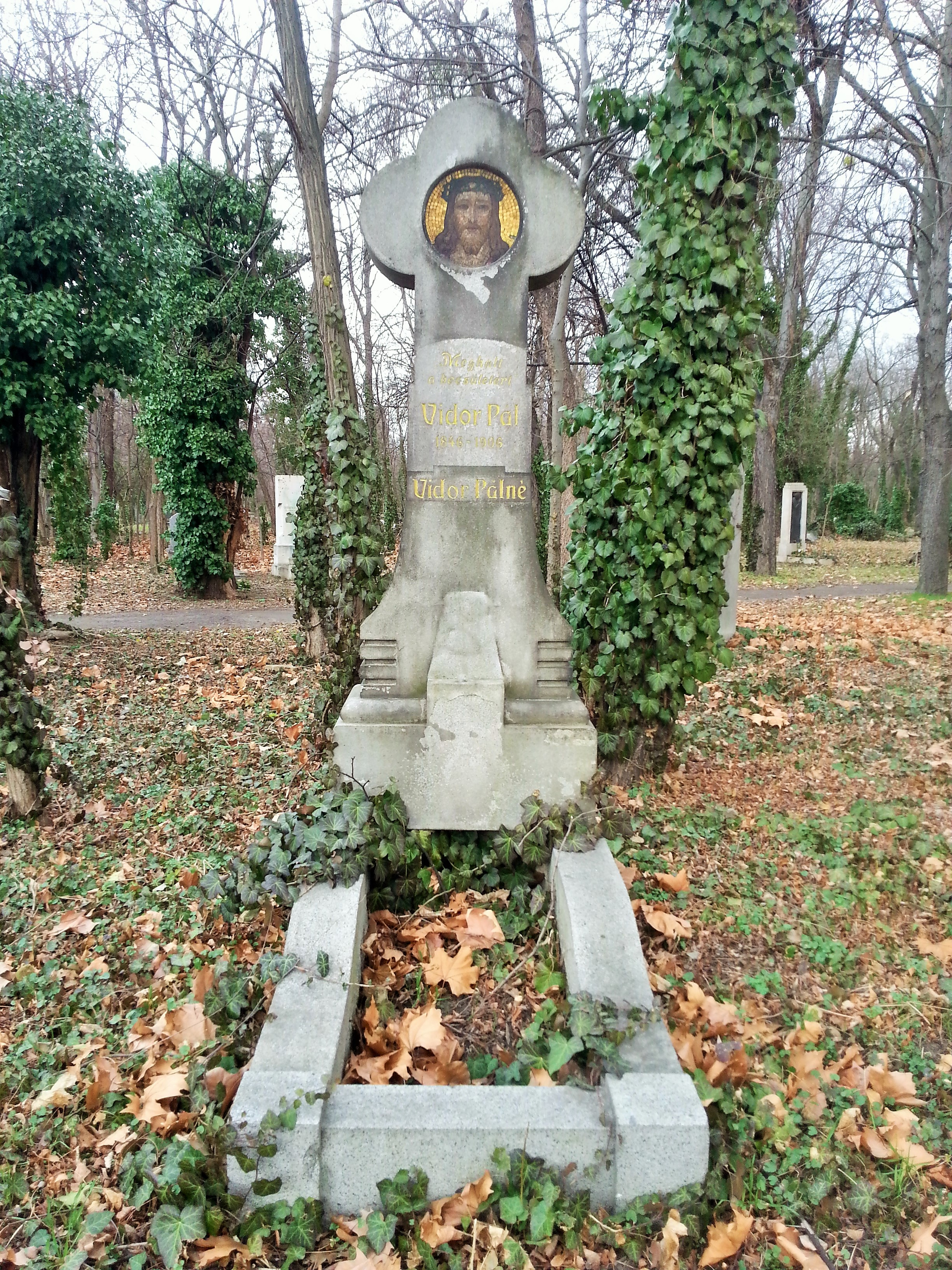
Vidor Pál síremléke, Fiumei úti Sírkert

- A vörös sapka (bem. Népszínház, 1882)
- A száraz malom (bem. Népszínház, 1883)
- Czifra Zsuzsi lakodalma (bem. Népszínház, 1886)
- Ingyenélők (bem. Népszínház, 1889)
- A kassai diák (bem. Népszínház, 1890)
- Szökjünk (bem. Népszínház, 1892)